# Huuhtjärvi
Huuhtjärvi är en sjö i kommunen Mäntyharju i landskapet Södra Savolax i Finland. Sjön ligger 98,9 meter över havet. Arean är 71 hektar och strandlinjen är 8,47 kilometer lång. Sjön  ingår i Kymmene älvs huvudavrinningsområde.   Den ligger omkring 32 kilometer sydväst om S:t Michel och omkring 180 kilometer nordöst om Helsingfors. 